# Ercé-près-Liffré
Ercé-près-Liffré (en bretó Herzieg-Liverieg) és un municipi francès, situat a la regió de Bretanya, al departament d'Ille i Vilaine. L'any 2006 tenia 1.742 habitants.

## Demografia
| 1962                                       | 1968 | 1975 | 1982  | 1990  | 1999  |
| ------------------------------------------ | ---- | ---- | ----- | ----- | ----- |
| 868                                        | 813  | 763  | 1.024 | 1.122 | 1.364 |
| Des de 1962: Població sense dobles comptes |      |      |       |       |       |

## Administració
| Període                                                                                     | Identitat                                    | Partit | Qualitat |
| ------------------------------------------------------------------------------------------- | -------------------------------------------- | ------ | -------- |
| gener 1793 - novembre 1794                                                                  | Julien Guyot                                 |        |          |
| novembre 1794 - octubre 1795                                                                | Jean-François Huchet                         |        |          |
| octubre 1795 - juliol 1800                                                                  | Yves-Julien Guyot                            |        |          |
| juliol 1800 - octubre 1803                                                                  | Gilles Guyot                                 |        |          |
| octubre 1803 - gener 1808                                                                   | Jean Cottrel                                 |        |          |
| gener 1808 - octubre 1815                                                                   | Jacques-Mathurin Tuffier                     |        |          |
| octubre 1815 - octubre 1840                                                                 | Pierre Blaucé                                |        |          |
| octubre 1840 - juliol 1855                                                                  | Jean (fils) Cottrel                          |        |          |
| juliol 1855 - març 1874                                                                     | François-Julien Lefas                        |        |          |
| març 1874 - maig 1876                                                                       | Louis Cudelou                                |        |          |
| maig 1876 - febrer 1880                                                                     | François-Julien Lefas                        |        |          |
| febrer 1880 - març 1906                                                                     | François Huchet                              |        |          |
| març 1906 - décembre 1919                                                                   | Philibert de Parthenay                       |        |          |
| desembre 1919 - abril 1941                                                                  | Léopold Levrelle                             |        |          |
| abril 1941 - febrer 1963                                                                    | Louis Cudelou                                |        |          |
| març 1963 - maig 1966                                                                       | Alfred Delépine                              |        |          |
| maig 1966 - juny 1995                                                                       | Marcel Cudelou (1922 - ...)                  |        |          |
| juny 1995 - març 2001                                                                       | Jean-Claude Brillault (1933 - 2005)          |        |          |
| març 2001 - ...                                                                             | Annie Pivette (Font: Ministeri) (1946 - ...) |        |          |
| Aquesta llista d'alcaldes ha estat feta gràcies a la recerca de l'Association Au Fil d'Ercé |                                              |        |          |